# Marie d'Antioche (1145-1182)
Pour les articles homonymes, voir Marie d'Antioche.
Marie d'Antioche, née Marguerite-Constance, fille de Raymond de Poitiers et de Constance de Hauteville, princesse d'Antioche, est une impératrice byzantine.

## Biographie
Née vers 1145, d'une beauté célèbre dans tout l'Orient, elle épouse en 1161 l'empereur Manuel Ier Comnène (1118 † 1180) veuf d'Irène (Berthe) de Sulzbach qui ne lui a donné qu'une fille : Marie Comnène la Porphyrogénète.
Par ce mariage, Manuel espère une postérité mâle et renforcer les liens avec la principauté d'Antioche, vassale de l'Empire byzantin. 
L'union entre Manuel et Marie semble avoir été heureuse, l'empereur bénéficiant des conseils de sa femme qui, de par ses origines franques, connaît bien les latins. Après une grossesse malheureuse qui effraie la cour, Marie d'Antioche donne naissance à un fils : Alexis (1169).
Au printemps 1180, Manuel décide de marier sa fille Marie la Porphyrogénète à Rénier de Montferrat dont la famille a des liens en Orient et qui l'a aidé en Lombardie contre Frédéric Barberousse. Quant à Alexis, il doit épouser Agnès de France (renommée « Anne » à son arrivée), fille de Louis VII.
À l'automne 1180, après une courte maladie, Manuel meurt, laissant la régence à son épouse, à condition qu'elle ne se remarie pas et prenne l'habit monastique. Ce que fait Marie d'Antioche, qui prend le nom de « Xénè », tout en continuant à habiter le Palais.
La régente prend comme principal ministre un cousin de son défunt mari, le protosébaste Alexis, qui passe bientôt pour son amant. Mal vue de la famille Comnène et du peuple qui lui reprochent ses origines étrangères et de favoriser les Latins, Marie d'Antioche accumule les erreurs.
En butte aux intrigues de sa belle-fille Marie la Porphyrogénète et de son époux Renier de Montferrat, elle tente de les faire arrêter mais ils se réfugient à Sainte-Sophie, ce qui déclenche une émeute. Marie et Renier font appel à Andronic Comnène, l'ambitieux cousin de feu Manuel.
Andronic se révolte et marche sur Constantinople. L'armée envoyée par la régente et son ministre et commandée par Andronic Ange et son fils Isaac (futur Isaac II) se rallie à lui. Le peuple se soulève et massacre les Latins. Le protosébaste est aveuglé. La porphyrogénète Marie et le césar Renier sont bien vite empoisonnés.
Quant à Marie d'Antioche, écartée de la régence, elle doit quitter le Palais. Elle commet l'erreur d'appeler à l'aide son beau-frère le roi de Hongrie Béla III. Dénoncée, elle est accusée de haute-trahison et condamnée à mort. Andronic oblige le jeune Alexis à signer l'ordre d'exécution de sa mère. Les portraits de Marie d'Antioche sont détruits. Elle-même est étranglée. On ne sait où elle fut enterrée : son cadavre jeté à la mer, ou enterré anonymement sur une plage (été-automne 1182).